# 麥金農鎮區 (北達科他州福斯特縣)
麥金農鎮區（英語：McKinnon Township）是位於美國北達科他州福斯特縣的一個鎮區。

## 地方資料
麥金農鎮區的面積為93.36平方千米，當中陸地面積為92.36平方千米，而水域面積為0.99平方千米。根據2020年美國人口普查的數據，當地共有人口24人，而人口密度為每平方千米0.26人。